# 錫達格羅夫
錫達格羅夫（英語：Cedar Grove）是加勒比海島國安提瓜和巴布達的安提瓜島聖約翰區的一個城鎮，位於該島北部海岸，該島最北端岬角布恩角以東，距离首都聖約翰東北6公里，2012年人口924人。